# Saint-Cloud-en-Dunois
Saint-Cloud-en-Dunois is een plaats en voormalige gemeente in het Franse departement Eure-et-Loir in de regio Centre-Val de Loire en telt 164 inwoners (1999). De plaats maakt deel uit van het arrondissement Châteaudun.

## Geschiedenis
Saint-Cloud-en-Dunois is op 1 januari 2017 gefuseerd met de gemeenten Civry, Lutz-en-Dunois en Ozoir-le-Breuil tot de gemeente Villemaury. 

## Geografie
De oppervlakte van Saint-Cloud-en-Dunois bedraagt 8,9 km², de bevolkingsdichtheid is 18,4 inwoners per km².
De onderstaande kaart toont de ligging van Saint-Cloud-en-Dunois met de belangrijkste infrastructuur en aangrenzende gemeenten.

## Demografie
Onderstaande figuur toont het verloop van het inwonertal (bron: INSEE-tellingen).

Civry · Lutz-en-Dunois · Ozoir-le-Breuil · Saint-Cloud-en-Dunois